# ボビー・ヴィントン・ショウ
『ボビー・ヴィントン・ショー』(The Bobby Vinton Show) は、カナダのCTVテレビとアメリカ合衆国のCBSテレビで、1975年から1978年にかけて放送された音楽番組である。

## 概要
番組はアメリカを代表するボーカリストであったボビー・ヴィントンが主演し、当時を代表するアメリカの歌手や俳優、コメディアンをスタジオに招いて歌とおしゃべりのエンターテインメントを展開した30分のバラエティ・ショウで、テーマ曲として1975年のヒット 愛のメロディー "My melody of love" が使用された。

## スタッフ
- Executive Producers（制作責任）: Alan Byle & Chris Beard
- Producer（制作）: Alan Thicke　アラン・シック
- Director（監督）: Mike Steele　マイク・スティール
- Musical Director（音楽監督）: Jimmy Dale　ジミー・デイル
- Chuck Barris Production　チャック・バリス・プロダクション

※アラン・バイルとクリス・ビアードは他に Elvis come back special(1968), Andy Williams Show(1969-1971), Sonny & Cher Comedy hour(1971-1977)などを手掛けている。

## レギュラー
ホスト
Bobby Vinton　ボビー・ヴィントン
コメディアン
Freeman King (1975-76)　フリーマン・キング
Jack Duffy (1975-76)　ジャック・ダフィ
Billy Van (1975-76)　ビリー・バン
コーラス
The Peaches (1976-78)　ピーチーズ
女性歌手
Lisa Dal Bello (1976-78)　リサ・ダル・ベロ